# La Vall d'Hebron
La Vall d'Hebron este un cartier din districtul 7, Horta-Guinardó, al orasului Barcelona.